# Antonio de Rojas Manrique
Antonio de Rojas Manrique (falecido em 27 de junho de 1527) foi um prelado católico romano que serviu como Patriarca das Índias Ocidentais de 1524 a 1527, Bispo de Burgos de 1525 a 1527, Bispo de Palencia de 1524 a 1525, Arcebispo de Granada de 1507 a 1524 e Bispo de Maiorca de 1496 a 1507.

## Biografia
Em 1496, Antonio de Rojas Manrique foi selecionado pelo Rei da Espanha e confirmado pelo Papa Alexandre VI como Bispo de Maiorca. Ele foi um dos três embaixadores na Inglaterra que partiram em 26 de agosto de 1501 para acompanhar a princesa Catarina de Aragão em seu casamento com Artur, Príncipe de Gales. Os outros foram Diego Fernández de Córdoba y Mendoza, 3º Conde de Cabra, e Alonso de Fonseca, arcebispo de Santiago de Compostela.

Em 1507, foi nomeado pelo Papa Júlio II como Arcebispo de Granada. Em 1524, foi nomeado pelo Papa Clemente VII como Bispo de Palência e o primeiro Patriarca das Índias Ocidentais. Depois, em 3 de julho de 1525, o Papa o nomeou como Bispo de Burgos. Serviu como Bispo de Burgos e Patriarca das Índias Ocidentais até sua morte.